# Айртон Свіні
Айртон Свіні (англ. Ayrton Sweeney; нар. 11 травня 1993) — південноафриканський артистичний плавець. Учасник Чемпіонату світу з водних видів спорту 2022, де в довільній програмі змішаних дуетів посів останнє, 13-те місце, і не потрапив до фіналу.